# Tuscola County
Tuscola County ist ein County im Bundesstaat Michigan der Vereinigten Staaten. Der Verwaltungssitz (County Seat) ist Caro. Das U.S. Census Bureau hat bei der Volkszählung 2020 eine Einwohnerzahl von 53.323 ermittelt.

## Geographie
Das County liegt im Osten der Unteren Halbinsel von Michigan, grenzt im Nordwesten an einen Seitenarm des Lake Huron, einem der 5 großen Seen, und hat eine Fläche von 2367 Quadratkilometern, wovon 263 Quadratkilometer Wasserfläche sind. Es grenzt im Uhrzeigersinn an folgende Countys: Huron County, Sanilac County, Lapeer County, Genesee County, Saginaw County und Bay County.

## Geschichte
Tuscola County wurde 1840 aus Teilen des Sanilac County gebildet. Benannt wurde es von Henry Schoolcraft nach einem Wort aus der indianischen Sprache.
13 Bauwerke und Stätten des Countys sind im National Register of Historic Places eingetragen (Stand 28. Januar 2018).

## Demografische Daten

Alterspyramide des Tuscola Countys (Stand: 2000)

Nach der Volkszählung im Jahr 2000 lebten im Tuscola County 58.266 Menschen in 21.454 Haushalten und 15.983 Familien. Die Bevölkerungsdichte betrug 28 Einwohner pro Quadratkilometer. Ethnisch betrachtet setzte sich die Bevölkerung zusammen aus 96,05 Prozent Weißen, 1,07 Prozent Afroamerikanern, 0,57 Prozent amerikanischen Ureinwohnern, 0,31 Prozent Asiaten, 0,02 Prozent Bewohnern aus dem pazifischen Inselraum und 0,72 Prozent aus anderen ethnischen Gruppen; 1,26 Prozent stammten von zwei oder mehr Ethnien ab. 2,30 Prozent der Bevölkerung waren spanischer oder lateinamerikanischer Abstammung.
Von den 21.454 Haushalten hatten 34,4 Prozent Kinder unter 18 Jahren, die bei ihnen lebten. 61,2 Prozent waren verheiratete, zusammenlebende Paare, 9,2 Prozent waren allein erziehende Mütter und 25,5 Prozent waren keine Familien. 21,9 Prozent waren Singlehaushalte und in 9,4 Prozent lebten Menschen im Alter von 65 Jahren oder darüber. Die Durchschnittshaushaltsgröße betrug 2,65 und die durchschnittliche Familiengröße lag bei 3,07 Personen.
26,8 Prozent der Bevölkerung waren unter 18 Jahre alt. 8,2 Prozent zwischen 18 und 24 Jahre, 28,1 Prozent zwischen 25 und 44 Jahre, 24,1 Prozent zwischen 45 und 64 Jahre und 12,8 Prozent waren 65 Jahre oder älter. Das Durchschnittsalter betrug 37 Jahre. Auf 100 weibliche Personen kamen 99,8 männliche Personen. Auf 100 Frauen im Alter von 18 Jahren und darüber kamen statistisch 96,2 Männer.
Das jährliche Durchschnittseinkommen eines Haushalts betrug 40.174 USD, das Durchschnittseinkommen einer Familie 46.729 USD. Männer hatten ein Durchschnittseinkommen von 35.974 USD, Frauen 24.241 USD. Das Prokopfeinkommen betrug 17.985 USD. 5,4 Prozent der Familien und 8,2 Prozent der Bevölkerung lebten unterhalb der Armutsgrenze.